# Ceratobates spathulatus
Ceratobates spathulatus är en kvalsterart som beskrevs av Balogh och Sandór Mahunka 1981. Ceratobates spathulatus ingår i släktet Ceratobates och familjen Austrachipteriidae. Inga underarter finns listade i Catalogue of Life.